# Нестор (епископ Магиддийский)
Не́стор (др.-греч. Νέστωρ, ? — 250) — епископ города Магидиса в Памфилии.
Согласно Житию в Минологии Василия II (конец X века) и Житию в Синаксаре Константинопольской церкви (X век), Нестор пострадал за веру в Христа при императоре Деции и игемоне (правителе) Перге Памфилийской Поплии (Пуплии). Архонт Иринарх взял Нестора под стражу и отправил его на суд к игемону. На суде Нестор исповедовал Христа истинным Богом, и за это был казнён. В Минологии Василия II Нестор изображён распятым на кресте.
По другим источникам, имя игемона Поплия (или Публия) было Поллион, у Лельена — Еполион.